# Peperomia alatiscapa
Peperomia alatiscapa är en pepparväxtart som beskrevs av William Trelease. Peperomia alatiscapa ingår i släktet peperomior, och familjen pepparväxter. Inga underarter finns listade i Catalogue of Life.